# Universitetshuset

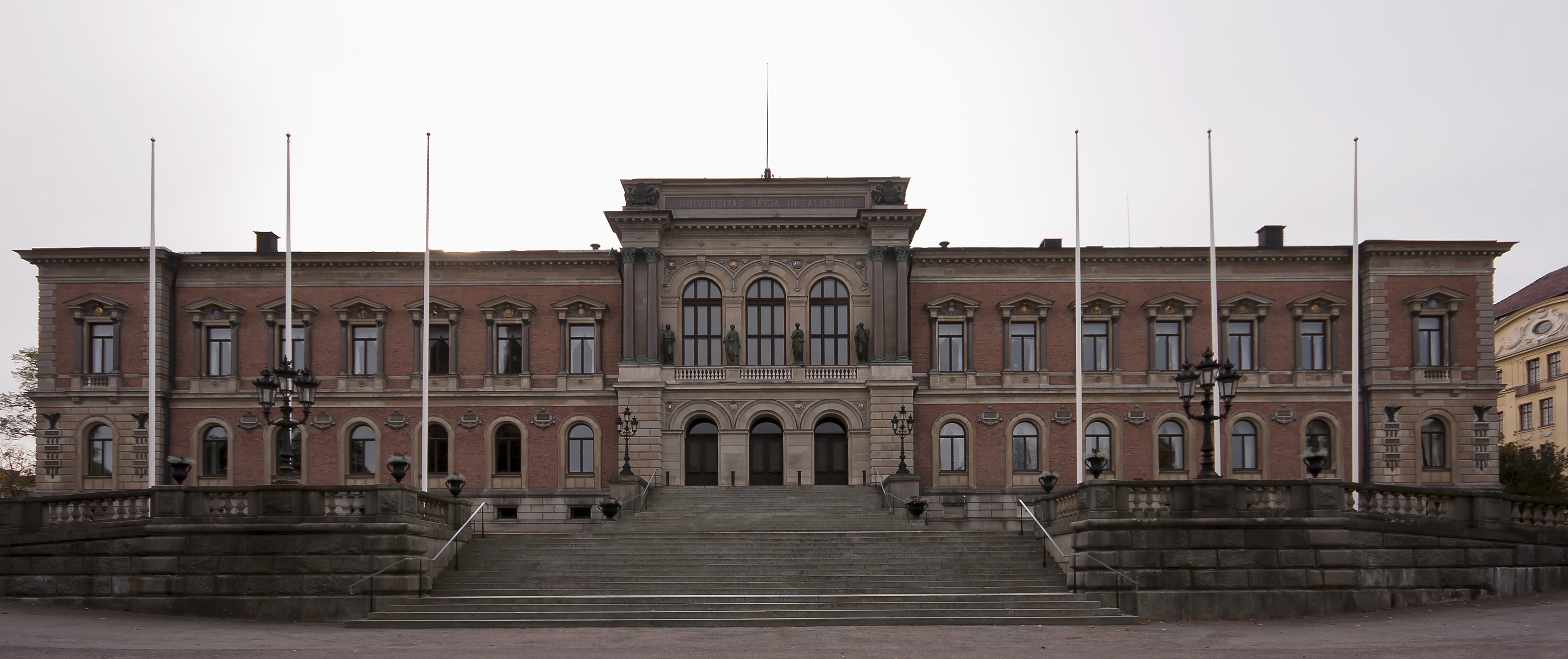
La facciata principale

Universitetshuset è l'edificio principale dell'Università di Uppsala. Progettato dall'architetto Herman Holmgren, la costruzione fu completata nel 1887 sotto la direzione di Carl Henrik Hallström.
Universitetshuset è situato in centro, presso Universitetsparken, a poca distanza dal Gustavianum e dalla cattedrale di Uppsala. Oggi l'edificio è usato principalmente per conferenze, seminari, cerimonie accademiche e concerti. La sala principale può ospitare 1800 persone, e al suo ingresso è iscritto un aforisma del filosofo Thomas Thorild:
Tänka fritt är stort

men tänka rätt är större
Pensare liberamente è una gran cosa

ma pensare correttamente è una cosa ancora più grande

## Storia

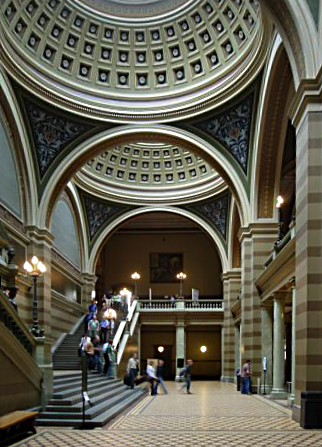
L'atrio

L'idea di costruire una nuova sede per l'università risale alle preparazioni per il quadricentenario del 1877, e la realizzazione occupò un decennio. All'epoca gli edifici principali dell'università, Gustavianum e Konsistoriehuset, erano insufficienti e non abbastanza moderni (Gustavianum aveva solo due aule, non riscaldate). La sala principale del Carolina Rediviva, usata per le cerimonie, era poco pratica e aveva un elevato rischio d'incendi, mentre la stessa biblioteca ivi ospitata era in crescita e necessitava di nuovi spazi.
Lo stato stanziò 740 000 corone e la progettazione venne aggiudicata a Herman Holmgren, alievo di Fredrik Wilhelm Scholander. Universitetshuset fu il più importante progetto di Holmgren, e uno dei principali esempi di architettura Beaux-Arts in Scandinavia.
Il sito destinato alla costruzione ospitava precedentemente una pista d'equitazione di proprietà dell'università. Durante gli scavi emersero le fondamenta del palazzo arcivescovile del XIV secolo, che vennero tuttavia ricoperte. I lavori vennero ritardati da carenza di fondi e difficoltà di costruzione dovute alle rovine scoperte sul sito e alla forte inclinazione del terreno, causando cambiamenti al progetto in corso d'opera. L'inaugurazione si tenne nel maggio 1887, in presenza del re Oscar II e del rettore Carl Yngve Sahlin.
Nel 1935 l'edificio fu dichiarato byggnadsminne. Tra il 1996 e il 2001 l'edificio fu oggetto in un importante restauro che in particolare ripristinò gli affreschi del XIX secolo, dipinti da Svante Thulin, che erano stati coperti da nuova pittura negli anni 1970.
Un altro restauro dell'edificio venne compiuto tra il febbraio 2016 e la primavera del 2017, apportando miglioramenti all'accessibilità, impianto elettrico e illuminazione. Durante i lavori l'edificio rimase completamente inaccessibile e le cerimonie accademiche del 2016 vennero occasionalmente tenute in altri edifici della città, in particolare la promotion dei dottori di ricerca si tenne nella cattedrale, le recentiorsgasque presso il castello, e la ricezione dei nuovi studenti presso l'Uppsala konsert och kongress.

## Impiego

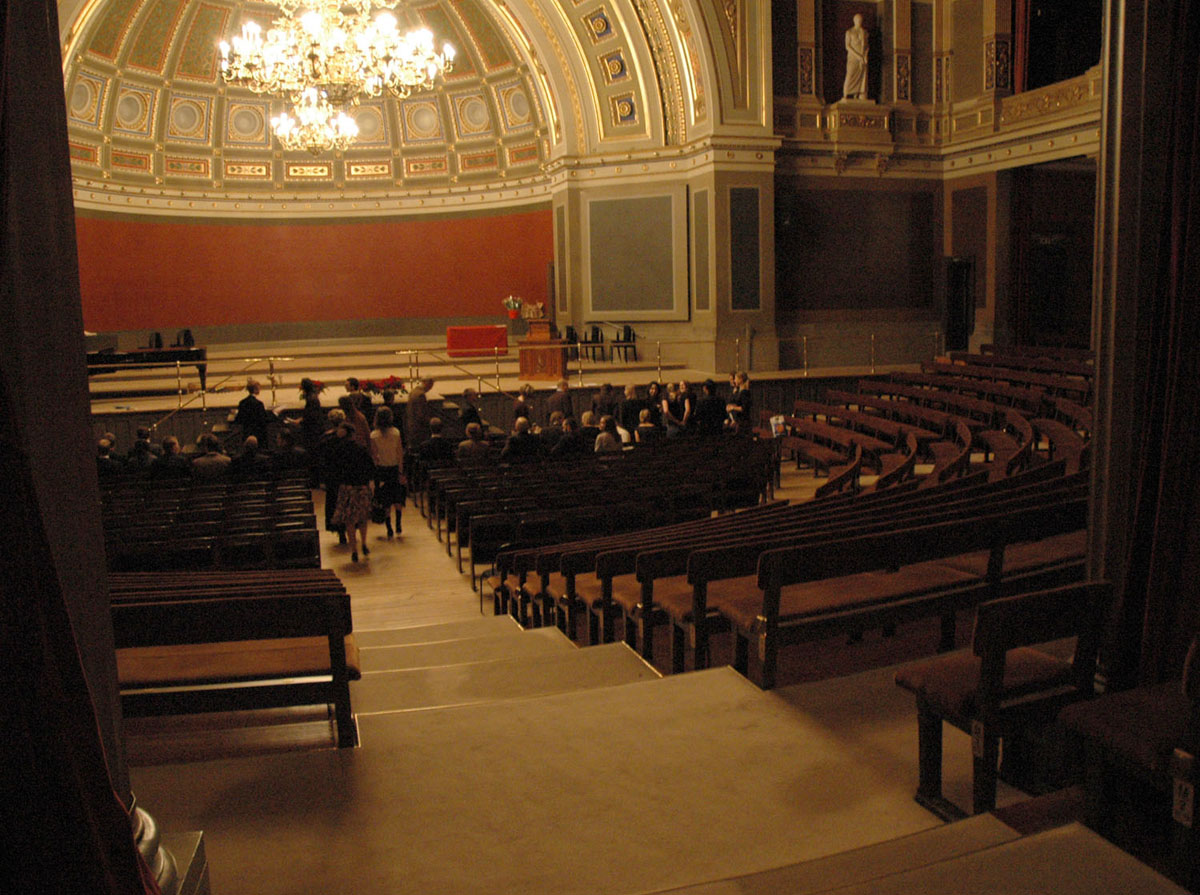
L'aula magna

Al giorno d'oggi, Universitetshuset rimane formalmente l'edificio principale dell'Università, anche se da tempo l'amministrazione è stata trasferita in altre sedi. Negli anni 1950 gli archivi e l'amministrazione si trasferirono in Skandalhuset, palazzo situato in S:t Olofsgatan di fronte a Universitetshuset. Nel settembre 2017 venne costruita una nuova sede per la cancelleria, Segerstedthuset, e l'amministrazione abbandonò Skandalhuset, che venne destinato ad uso abitativo.
Universitetshuset è impiegato principalmente per concerti, conferenze e cerimonie. Ospita inoltre il gabinetto numismatico dell'Università di Uppsala e diverse collezioni d'arte. Buona parte dei locali sono accessibili al pubblico. Al piano superiore si trovano la sala del rettore e diverse esposizioni, inclusi alcuni dei premi Nobel, in sale decorate da ritratti di professori e alumni dell'Università. Il concistoro, organo direttivo dell'ateneo, si riunisce in una sala al piano terra, decorata da dipinti di sovrani svedesi dai tempi della Riforma protestante al XX secolo.